# میکی دی
میکی دی (انگلیسی: Mikkey Dee؛ زادهٔ ۳۱ اکتبر ۱۹۶۳) طبل‌زن اهل سوئد است. وی از سال ۱۹۸۳ میلادی تاکنون مشغول فعالیت بوده است.